# 高橋文雅
高橋 文雅（たかはし ふみまさ、1972年4月28日 - ）は、日本中央競馬会（JRA）・美浦トレーニングセンターの調教師。静岡県沼津市出身。

## 来歴
1991年に北里大学獣医学部へ入学し馬術部に所属する。獣医師免許を取得し大学卒業後は早田牧場へ就職する。牧場を訪れた調教師から「獣医師免許を取得しているなら調教師を目指すべき」と助言された事をきっかけに調教師を目指すようになる。
2000年4月にJRA競馬学校厩務員課程に入学。同年10月に大久保洋吉厩舎の厩務員となり、2011年3月から同厩舎の調教助手を務める。
2012年にJRA調教師免許試験に合格し、同年美浦トレセンで開業した。2019年5月19日の東京12Rで勝利しJRA通算100勝を達成。
2020年1月19日に行われた京成杯でクリスタルブラックが勝利し重賞初制覇。鞍上の吉田豊はかつて高橋と同じ大久保厩舎に所属しており3歳年下の兄弟子という間柄だった。

## 調教師成績

### 概要
|            | 日付           | 競馬場・開催  | 競走名              | 馬名               | 頭数 | 人気 | 着順 |
| ---------- | -------------- | ------------- | ------------------- | ------------------ | ---- | ---- | ---- |
| 初出走     | 2012年3月3日   | 1回中京1日7R  | 4歳以上500万下      | プルプル           | 11頭 | 9    | 9着  |
| 初勝利     | 2012年5月6日   | 2回東京6日2R  | 3歳未勝利           | ソレイユアルダン   | 16頭 | 6    | 1着  |
| 重賞初出走 | 2012年11月10日 | 5回東京3日11R | 京王杯2歳ステークス | ヴァンフレーシュ   | 16頭 | 6    | 16着 |
| 重賞初勝利 | 2020年1月19日  | 1回中山7日11R | 京成杯              | クリスタルブラック | 12頭 | 7    | 1着  |
| GI初出走   | 2015年5月17日  | 2回東京8日11R | ヴィクトリアマイル  | アルマディヴァン   | 18頭 | 17   | 15着 |

## 主な管理馬
- クリスタルブラック（2020年京成杯）